# Thouron
Thouron este o comună în departamentul Haute-Vienne din centrul Franței. În 2009 avea o populație de 506 de locuitori.

## Evoluția populației
| An        | 1975 | 1982 | 1990 | 1999 | 2006 | 2009 |
| --------- | ---- | ---- | ---- | ---- | ---- | ---- |
| Populație | 266  | 344  | 431  | 427  | 465  | 506  |